# 那日图苏木
那日图苏木，是中华人民共和国内蒙古自治区锡林郭勒盟正蓝旗下辖的一个乡镇级行政单位。

## 行政区划
那日图苏木下辖以下地区：
高格斯台嘎查、巴彦门都嘎查、道图淖尔嘎查、胡鲁斯台淖尔嘎查、巴彦塔拉嘎查、巴斯海嘎查、查干敖包嘎查、巴彦乌拉嘎查、乌日图塔拉嘎查、乌兰嘎查、呼和淖尔嘎查和古日图塔拉嘎查。